# Polycarpa nigricans
Polycarpa nigricans är en sjöpungsart som beskrevs av Heller 1878. Polycarpa nigricans ingår i släktet Polycarpa och familjen Styelidae. Inga underarter finns listade i Catalogue of Life.